# Engelsi járás
Az Engelsi járás (oroszul: Энгельсский муниципальный район) Oroszország egyik járása a Szaratovi területen. Székhelye Engels.

## Népesség
- 1989-ben 42 312 lakosa volt.
- 2002-ben 44 528 lakosa volt, melynek 2%-a kazah.
- 2010-ben 285 019 lakosa volt, melyből 234 762 orosz, 7 148 ukrán, 6 711 tatár, 6 236 kazah, 1 798 mordvin, 1 590 örmény, 1 493 azeri, 1 325 német, 1 125 fehérorosz, 818 csuvas, 768 koreai, 309 cigány, 284 csecsen, 279 üzbég, 267 moldáv, 261 lezg, 239 mari, 204 grúz, 160 zsidó, 158 baskír, 155 tadzsik, 144 udmurt, 141 ezid, 97 avar, 65 tabaszaran, 45 dargin stb. A számok magukba foglalják a város lakosságát is.